# Tre Demps
Delano Jerome Demps III, detto Tre (San Antonio, 21 maggio 1993), è un ex cestista statunitense.
È il figlio di Dell Demps, ex cestista e dirigente sportivo.

## Palmarès
- Coppa Italia: 1

Vanoli Cremona: 2019